# Geraecormobius
Geraecormobius es un género de arácnido  del orden Opiliones de la familia Gonyleptidae.

## Especies
Las especies de este género son:
- Geraecormobius anomalus
- Geraecormobius armatus
- Geraecormobius bispinifrons
- Geraecormobius cervifrons
- Geraecormobius clavifemur
- Geraecormobius convexus
- Geraecormobius cunhai
- Geraecormobius granulosus
- Geraecormobius indivisus
- Geraecormobius nanus
- Geraecormobius pallidimanu
- Geraecormobius rohri
- Geraecormobius salebrosus
- Geraecormobius spinifrons
- Geraecormobius sylvarum